# Nina Lizellová
Nina Lizellová (* 1. září 1944 Stockholm) je švédská zpěvačka pop music. V roce 1967 účinkovala po boku Claese-Görana Hederströma v pořadu švédské televize Minishow, poté odešla do Německa, kde absolvovala kurs pro letušky u firmy Lufthansa, avšak po úspěchu v talentové soutěži Schlager-Wettwerb se rozhodla věnovat profesionálně zpěvu. V západoněmecké hitparádě bodovala se skladbami „Im Schlaraffenland“, „Der Mann mit dem Panamahut“, „Rauchen im Wald ist verboten“ a „Ein Kleiner Teufel Steckt In Dir“, vystupovala v hudebních televizních programech ZDF-Hitparade a Der goldene Schuß, ve východoněmecké estrádě Ein Kessel Buntes i na soutěži Zlatý Orfeus v Bulharsku. Spolupracovala také s americkým countryovým zpěvákem Lee Hazelwoodem, s nímž natočila hudební film Cowboy in Sweden (1970), jejich společná verze lidové písně „Vem kan segla förutan vind?“ se stala zlatou deskou. Vedle pěvecké kariéry pracovala také jako rozhlasová novinářka a mluvčí telekomunikační společnosti Telia. Jejím manželem byl islandský hudebník Thor Baldursson, mají dvě děti a pět vnoučat. Žije ve městě Täby.